# Palo Alto (película de 2013)
Palo Alto es una película estadounidense de drama de 2013 dirigida por Gia Coppola. Entre el reparto de actores se encuentran Jack Kilmer, Nat Wolff, Emma Roberts, Zoe Levin, Olivia Crocicchia, Claudia Levy, James Franco y Val Kilmer. Es la primera película de Gia Coppola y está basada en una serie de historias que el actor James Franco escribió cuando era estudiante.

## Sinopsis
Palo Alto es la adaptación de una de las historias cortas del libro del mismo nombre escrito por el actor James Franco, que también protagoniza la película. 
April (Emma Roberts) es una chica de 14 años que trabaja de niñera para su entrenador de fútbol divorciado que un día la seduce y da comienzo a una peligrosa relación para ambos. Mientras, Emily ofrece favores sexuales a cualquier chico que se cruza en su camino, incluyendo a los amigos Teddy y Fred. Cuando en una fiesta del instituto April y Teddy admiten que se gustan, Fred cae en una espiral directa al caos.

## Reparto
- Jack Kilmer es Teddy.
- Nat Wolff es Fred Gruber.
- Emma Roberts es April Cheeks.
- Zoe Levin es Emily.
- Olivia Crocicchia es Chrissy Parson.
- Claudia Levy es Shauna McLoust.
- James Franco es Mr. B
- Val Kilmer es Stewart.
- Keegan Allen es Archie Dan.

## Recepción
La película ha recibido críticas generalmente positivas, tiene una calificación en Metacritic de 69 sobre 100 basada en 33 críticas y un índice de aprobación del 71% en Rotten Tomatoes.